# Kąt (rejon czortkowski)
Kąt (hist. Kąt Toustecki) – wieś na Ukrainie w  obwodzie tarnopolskim, w rejonie czortkowskim.
Kąt Toustecki przynależność administracyjna przed 1939 r.: gmina Touste, powiat skałacki, województwo tarnopolskie.
W 1939 r. wieś liczyła 783 mieszkańców, z których ok. 40% stanowili Polacy. W kwietniu 1944 nacjonaliści ukraińscy z  OUN-UPA zamordowali tutaj 10 Polaków.
Do 2020 w rejonie husiatyńskim.